# 陳思祺
陳思祺 （1964年—2015年8月31日），外號為「無味神探」，已故香港警務處前督察。

## 簡歷

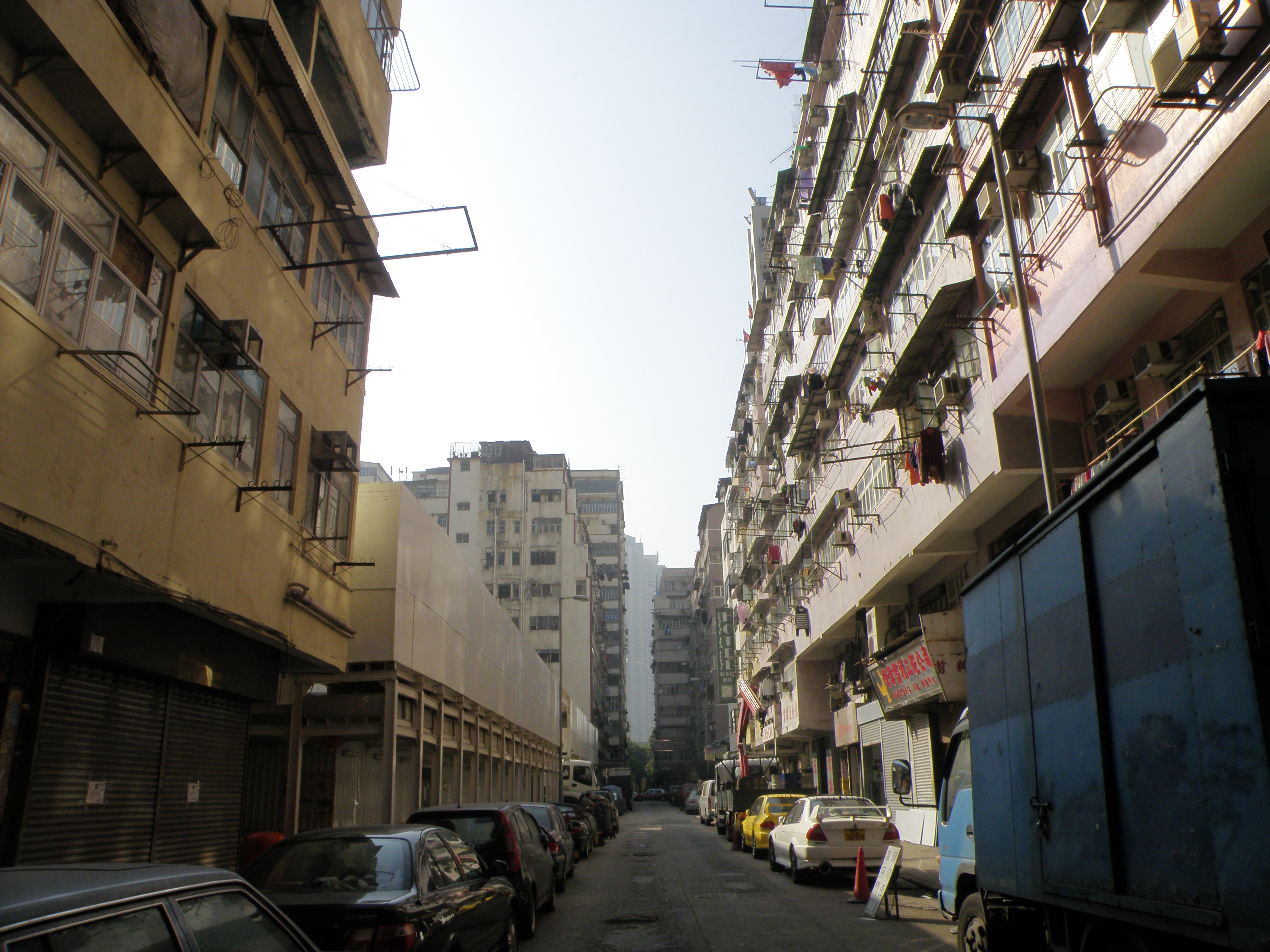
1992年發生槍戰導致陳思祺受重傷的大角咀利得街

1983年，陳思祺於香港中學會考畢業後投考警員加入皇家香港警務處 (现称香港警务处)。
1987年，陳思祺獲得擢升為督察。
1992年4月24日，27歲的陳思祺帶領隊員在九龍大角咀利得街26號家慶樓六樓一個單位搜查及追捕持械行劫金行案件的疑犯時，爆發了激烈的警匪槍戰。當時陳思祺與隊員被逼撤退至大廈鐵閘外，然而為了拯救同袍，陳思祺冒險再次開啟鐵閘，被疑犯手持的AK-47突擊步槍所射擊的子彈射進眉心，貫通鼻竇及舌頭，再由下顎穿出，頭部重創。陳思祺的情況一度危殆，於醫院接受醫療兩個月期間進行了8次手術，後來奇蹟性地生還。然而，陳思祺的腦部受到損害，而且從此失去味覺和嗅覺，受到後遺症的折磨。他於康復後，仍然駐守於重案組，其後更屢破大案，包括香港大學助理教授柯丹被殺案、淘大花園尼龍袋藏屍案及秀茂坪童黨燒屍案等。
2000年5月10日，香港發生淘大花園尼龍袋藏屍案，由陳思祺率領的秀茂坪警區重案組第二隊接手後4小時閃電破案。
2001年，陳思祺的身體情況惡化，腦組織由顱骨彈孔凸出，逐漸出現短期性的記憶衰退、失禁及情緒問題，需要接受多次開腦手術以保障生命無疑。亦因為其腦部受到損害，陳思祺於9次的升級考試中皆不能夠通過，亦因為情緒關係而與妻子的關係逐漸惡化，婚姻幾乎破裂。
2003年，陳思祺入稟控告時任警務處處長曾蔭培及其外籍上司等人員的疏忽所造成其創傷，向香港警務處索償。2005年8月，陳思祺民事控告香港警務處疏忽，索償1,700萬港元，最終被高等法院原訟庭裁定敗訴。2006年3月，陳思祺提出上訴，獲上訴庭裁定上訴得直，裁定警務處需要向陳思祺賠償145萬港元，另外加上其從香港警務處退休後、轉任其他職業的收入損失。2007年12月，原訟庭就已經轉為駐守於東九龍總區情報科的陳思祺從警務處退休後、轉任其他職業的收入損失作出評估，陳思祺認為金額應該達到500萬港元，惟於開始審訊時，陳思祺向法庭申請將審訊無限期押後。
2010年，陳思祺接受縫補耳膜手術。
2012年3月，駐守於防止罪案科的陳思祺被證實患有末期肺癌，因為其主診醫生轉為到上海天壇普華醫院駐守，他亦於3月15日轉往上述醫院留宿接受醫療，病情穩定。陳思祺每日都需要服用鏢靶藥及接受低劑量的化學療法注射，及服用中藥保健品以保護肝臟及腎，以中西合璧的醫療方法控制病情。由於每日均需要吞服逾百粒藥丸及30粒冬蟲夏草膠囊，治療過程影響到其心跳急速、血壓飆升，故此他亦需要接受靜脈注射及葡萄糖補充，目前終日臥牀。至同年9月，陳思祺經過多次化學療法後，其癌指數下降，惟癌細胞始終未清除，部分更擴散至淋巴。
2015年5月，陳思祺因中風入院，病情頗嚴重，活動能力受影響。
2015年8月31日上午9時，陳思祺在靈實醫院病逝。
同年10月17日，陳思祺的喪禮假紅磡世界殯儀館舉行，期間香港警察樂隊奏哀樂，遺體送往粉嶺浩園安葬。

## 家庭
陳思祺已經結婚，育有一女（1994年出生，在英國留學）。當年陳思祺夫婦為了供給女兒到英國留學，將其於香港的物業套現，夫婦搬到比較小的住宅單位居住。陳思祺的醫療費用每月高達40至50萬港元，加上需要供養年邁及健康欠佳的父母，經濟陷於困境，積蓄所餘無幾。2012年5月25日，香港警務督察協會為其舉辦自願捐款計劃。

## 相關題材作品

### 電視
- 《鐵探》（2019年）

### 電影
- 《無味神探》（1995年）